# Podaljšano trikotno tlakovanje
Podaljšano trikotno tlakovanje je v geometriji polpravilno tlakovanje evklidske ravnine. Sestavljajo ga trije trikotniki in dva kvadrata na vsakem oglišču (pri tlakovanju je to točka, kjer se stikajo tri ali več ploščic tlakovanja). 
Conway (rojen 1937) ga je imenoval izosnub kvadril. 

## Uniformno barvanje
Znano je samo eno uniformno barvanje podaljšanega trikotnega tlakovanja. Če imenujemo barve s števili, potem je okoli oglišča (3.3.3.4.4) to barvanje 11122. Drugo neuniformno (je ogliščno netranzitivno) barvanje je 11123. Ima dve barvi kvadratov. Vsako vrsto kvadratov lahko prosto premikamo  neperiodično. 

## Pakiranje krožnic
Podaljšano trikotno tlakovanje se lahko uporabi tudi za pakiranje krožnic tako, da uporabimo krožnice z enakim polmerom. Vsaka krožnica se dotika petih drugih krožnic (glej problem dotikalnega števila).